# اگون کوهنن
اگون کوهنن (انگلیسی: Egon Köhnen؛ زادهٔ ۲۴ نوامبر ۱۹۴۷) بازیکن فوتبال اهل آلمان است.
از باشگاه‌هایی که در آن بازی کرده‌است می‌توان به باشگاه فوتبال اوردینگن ۰۵ و باشگاه فوتبال فورتونا دوسلدورف اشاره کرد.